# Willi Geiger
Pour les articles homonymes, voir Geiger.
Willi Geiger, né le 17 août 1878 à Landshut et mort le 11 février 1971 à Munich, est un peintre, graveur et illustrateur expressionniste allemand. 

## Biographie
Willi Geiger entre en 1903 à l'Académie des beaux-arts de Munich sous la direction de Franz von Stuck et dans la même promotion que Hans Purrmann avec qui il se lie. Il est également proche du graveur Joseph Uhl qui exécute son portrait et fut aussi élève de Peter Halm.
Par la suite, ses travaux, proches du courant expressionniste en font l'un des premiers graphistes au sens moderne : il collabora notamment avec Richard Dehmel et Frank Wedekind sur des projets éditoriaux. Il produit un certain nombre de gravures. Il illustre de nombreux ouvrages durant la période de Weimar, résidant entre Berlin et Munich. 
Après 1933, il est mis à l'index par les nazis pour son style, assimilé à de l'art dégénéré. En 1947, il règle ses comptes avec Hitler en publiant une série de gravures impitoyables (Eine Abrechnung). Munich lui décerna le Grand Prix culturel de la Ville en 1953. Il continua d'enseigner puis de peindre, et ce, jusqu'à la fin de sa vie.